# Ladányi Ferenc
Ladányi Ferenc (született Ludeser) (Debrecen, 1909. december 3. – Budapest, 1965. március 10.) Kossuth-díjas magyar színész, színigazgató, érdemes és kiváló művész.

## Életpálya
Szülei Ludeser János és Tóth Ilona voltak. Már diákként feltűnt színészi képességeivel az iskolai önképzőkörben. A mérnöknek készülő fiút tanára a Színiakadémiára irányította, ahol Ódry Árpád növendékeként végzett 1931-ben.
Pályáját a Magyar Színházban kezdte. Itt csak jelentéktelen feladatokat kapott, ezért a katonai szolgálat letelte után Sebestyén Mihály miskolci társulatához szerződött. Itt már főszerepeket játszhatott, Shakespeare-től operettekig. A borsodi megyeszékhely után Munkácson, Debrecenben, Sopronban, majd Pécsett játszott. 1936-tól 1938-ig a Belvárosi Színház művésze volt, 1938 és 1941 között dunántúli városokban lépett fel Beleznai Unger István színtársulatával. 1942-től 1944-ig Miskolcon, Debrecenben és Szegeden játszott. Utóbbi helyen alakította először Ibsen Peer Gyntjét, későbbi fővárosi partnerével, Gobbi Hildával. 1945 és 1949 között a Nemzeti Színház, 1949 és 1953 között a Madách Színház tagja. 1949-től 1954-ig színészmesterséget tanított a Színiakadémián, mellette az 1950-es években a Színház- és Filmművészeti Szövetség főtitkára, országgyűlési képviselő (1953–58) is volt. 1953 és 1955 között igazgatta a Magyar Néphadsereg Színházát, majd visszatért a Madáchba, ahol szintén igazgató volt 1957 és 1959 között. 1960-ban újra a Nemzeti Színház tagja lett. Életének utolsó éveiben betegsége megakadályozta abban, hogy színpadon játsszon, a Magyar Rádióban gyakran szerepelt.
Első filmszerepe egy parasztfiú megformálása volt, az 1945-ben készült A tanítónő című filmben. Az 1950-es években szocialista realista filmek pozitív hőseit alakította. Utolsó filmes szerepe az 1964-ben készült A kőszívű ember fiai című kétrészes filmben volt.
Színpadon kiemelkedő alakítása volt Ibsen Peer Gynt című drámájának címszerepe, Heltai Jenő Néma leventéjének Agárdi Pétere, Shakespeare-drámák főszerepe. Kivételesen szép szövegmondású, nemes orgánumú színész volt, a verses drámákban különösen jól érvényesült. Versmondóként egészen kivételes helyet foglal el a magyar színháztörténetben.
Maga is írt egy színdarabot, néhány verset, fordított Shakespeare-t.

## Családja
Lánya Ladányi Katalin műfordító, anyai nagyapja Tóth András szobrász, nagybátyja Tóth Árpád költő.

## Színpadi szerepei
- Liliomfi (Szigligeti Ede: Liliomfi) (1950)
- Valorin (Marcel Aymé: Nem az én fejem) (1951)
- Francia király (William Shakespeare: Minden jó, ha a vége jó) (1961)
- Rómeó (William Shakespeare: Rómeó és Júlia) (1953)
- Ádám (Madách Imre: Az ember tragédiája)
- Lysander, Zuboly (Shakespeare: Szentivánéji álom)
- Teodoro (Lope de Vega: A kertész kutyája)
- Don Pedro (Federico García Lorca: Mariana Pineda) (1962)
- George (John Steinbeck: Egerek és emberek) (1957)
- Peer Gynt (Henrik Ibsen: Peer Gynt) (1958)
- Figaro (Pierre-Augustin Caron de Beaumarchais: A sevillai borbély, avagy a hiábavaló elővigyázat) (1953)
- Agárdi Péter (Heltai Jenő: A néma levente) (1955)
- Petur (Katona József: Bánk bán)(1962)
- Miniszterhelyettes (Sólyom László: A gyanú körbejár) (1963)
- Tanácselnök (Németh László: Az utazás) (1962)
- Bónis Lajos (Darvas József: Hajnali tűz) (1961)
- Mészáros Lőrinc (Illyés Gyula: Dózsa György) (1956)
- Első isten (Bertolt Brecht: Jó embert keresünk) (1957)

## Filmjei

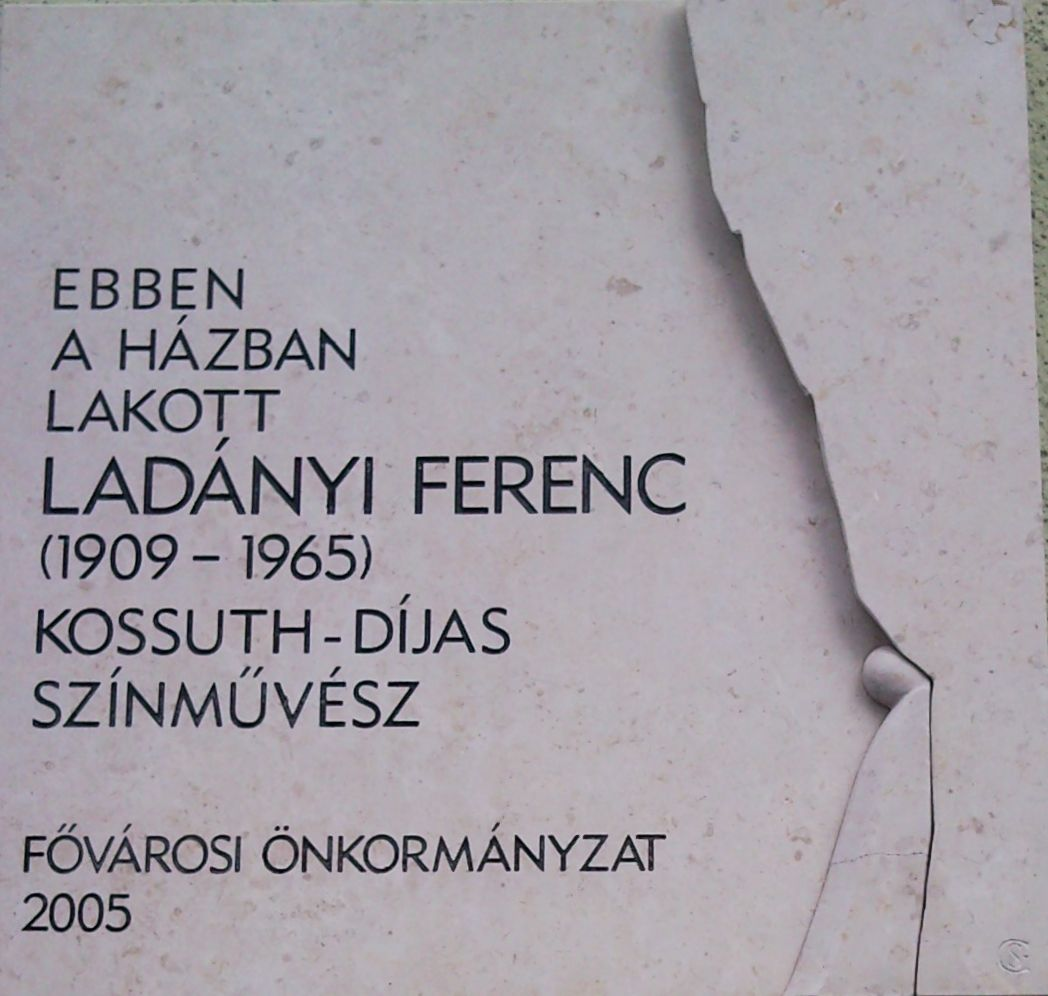
Emléktáblája egykori lakhelyén (XI. ker., Budaörsi út 28)

- A tanítónő (1945) - Baranyi Gyula, az egyik cseléd
- Tűz (1948) - Báti Géza a Westland-Sulpho gyár üzemi bizottságának elnöke
- Forró mezők (1949)
- Egy asszony elindul (1948) - Banga Kálmán
- Dalolva szép az élet (1950) - Lakatos párttitkár
- Gyarmat a föld alatt (1951) - Nyerges János a MAKIRT termelési ellenőre
- Különös ismertetőjel (1955)
- Ünnepi vacsora (1956) - Varsa Mihály
- Két vallomás (1957) - Vincze százados
- A harangok Rómába mentek (1958)
- Sóbálvány (1958)
- Tegnap (1959)
- A harminckilences dandár (1959)
- Pár lépés a határ (1959) - Vági
- Virrad (1960)
- Az arc nélküli város (1960) - Galetta Ferenc mérnök, azaz Gellei Endre
- Megszállottak (1962) - képviselő
- Nappali sötétség (1963)
- Karambol (1964)
- A kőszívű ember fiai (1964)

## Rádió
- Baróti Géza: Szalonkocsi (1953)

## Kitüntetései
- Érdemes művész (1950)
- Kossuth-díj (1952)
- Kiváló művész (1955)